# Санта-Кармен
Санта-Кармен (порт. Santa Carmem) — муниципалитет в Бразилии, входит в штат Мату-Гросу. Составная часть мезорегиона Север штата Мату-Гроссу. Входит в экономико-статистический микрорегион Синоп. Население составляет 4414 человек на 2006 год. Занимает площадь 3920,277 км². Плотность населения — 1,1 чел./км².

## Статистика
- Валовой внутренний продукт на 2003 год составляет 59 773 672,00 реалов (данные: Бразильский институт географии и статистики).
- Валовой внутренний продукт на душу населения на 2003 год составляет 14 795,46 реалов (данные: Бразильский институт географии и статистики).
- Индекс развития человеческого потенциала на 2000 год составляет 0,787 (данные: Программа развития ООН).